# Jeffrey D. Brown
Jeffrey D. Brown (* 1957 in New York) ist ein US-amerikanischer Filmregisseur, Filmproduzent und Drehbuchautor, der 1986 für den Film Molly’s Pilgrim mit einem Oscar ausgezeichnet wurde. 

## Leben
Brown besuchte die New York University und studierte anschließend an der Tisch School of the Arts, einer Fakultät der New York University. Sein Einstieg ins Filmgeschäft erfolgte 1977 mit dem Horrorfilm Mörderspinnen. Im Jahr 1980 arbeitete er an dem Dokumentarfilm Fist of Fear, Touch of Death als Editor und Tongestalter mit. 
1986 wurde Brown mit seinem Film Molly’s Pilgrim in der Kategorie „Bester Kurzfilm“ (Live Action) mit einem Oscar ausgezeichnet. Er schrieb das Drehbuch, führte Regie und produzierte den Film auch. Neben einer weiteren Dokumentation arbeitete er in den darauffolgenden Jahren hauptsächlich fürs Fernsehen. Für das Roadmovie Der Traum von Apollo XI schrieb Brown 1994 das Drehbuch und trat als Ausführender Produzent auf. Im Jahr 1987 war er an dem Comedy-Drama Dream with the Fishes als Co-Produzent und Autor beteiligt.
Für das mit zwei Filmpreisen ausgezeichnete Drama Sold von 2014 schrieb Brown das Drehbuch, das auf einer Vorlage von Patricia McCormicks gleichnamigem Roman beruht, und führte Regie. Unter anderem trat Emma Thompson in der Verfilmung als ausführende Produzentin auf. Der Film handelt vom Schicksal der dreizehnjährigen Lakshmi, die mit ihrer bettelarmen Familie auf einem Berg in Nepal in einer kleinen Hütte lebt. 

## Filmografie (Auswahl)
- 1977: Mörderspinnen (Kingdom of the Spiders; Kamera und Licht)
- 1980: Fist of Fear, Touch of Death (Dokumentarfilm; Schnitt und Tongestaltung)
- 1985: Molly’s Pilgrim (Kurzfilm; Drehbuch, Produktion, Regie)
- 1987: Beirut: The Last Home Movie (Dokumentarfilm; Tongestaltung)
- 1987: CBS Schoolbreak Special – What If I’m Gay? (Fernsehserie; Regie)
- 1988, 1990: Wunderbare Jahre (The Wonder Years; Fernsehserie, 3 Folgen; Regie)
- 1989: Inspektor Hooperman – The Long So Long (Fernsehserie; Regie)
- 1989: Baby Boom – X-y-l-o-p-h-o-n-e (Fernsehserie; Regie)
- 1992: Freshman Dorm – The Scarlett Letter (Fernsehserie; Regie)
- 1992: L.A. Law – Staranwälte, Tricks, Prozesse – My Friend Flicker (L.A. Law, Fernsehserie; Regie)
- 1994: Der Traum von Apollo XI (Pontiac Moon; Ausführender Produzent, Drehbuch)
- 1997: Dream with the Fishes (Co-Produzent, Autor)
- 2014: Sold (Autor, Regie)

## Auszeichnungen
- 1986: Oscar-Gewinner zusammen mit Chris Pelzer mit Molly’s Pilgrim
- 1986: Nominiert auf dem Chicago International Film Festival für den Gold Hugo mit Molly’s Pilgrim
- 1988: Gewinner des Daytime Emmy Award mit CBS Schoolbreak Special, Ep. What If I’m Gay?
- 2014: Gewinner des Pure Heaven Audience Award auf dem London Indian Film Festival, UK  mit Sold
- 2015: Nominiert für den Audience Award auf dem Palm Springs International Film Festival mit Sold
- 2015: Gewinner des Audience Choice auf dem Sonoma International Film Festival mit Sold